# HCONDELs
hCONDELs são regiões de deleções no genoma humano que contêm sequências que são altamente conservadas entre espécies estreitamente relacionadas. Quase todas estas exclusões ocorrem em regiões que desempenham funções não codificantes. Estas representam uma nova classe de sequências reguladoras e podem ter desempenhado um papel importante no desenvolvimento de caracteres e comportamentos específicos que distinguem organismos estreitamente relacionados entre si.

## Nomenclatura
O grupo de CONDELs para um determinado organismo é especificado utilizando um prefixo como primeira letra antes dos CONDELs que simbolizam o organismo em questão. No caso dos humanos são hCONDELs, enquanto que mCONDELs se referem a ratinhos e cCONDELs a chimpanzés.

## Identificação de CONDELs
O termo hCONDEL começou a ser utilizado em 2011 num artigo da revista Nature de McLean et al. sobre uma análise comparativa de genomas completos. As sequências altamente conservadas do chimpanzé foram pesquisadas no genoma humano utilizando BLAT para identificar regiões conservadas não presentes em humanos. Este serviu para identificar 583 regiões de deleções que foram então denominadas hCONDELs. 510 destes hCONDELs identificados foram então validados computacionalmente e 39 deles foram validados por reação em cadeia da polimerase (PCR).
Os hCONDELs humanos abrangem aproximadamente 0,14% do genoma do chimpanzé. O número de hCONDELs atualmente identificados através do método de comparação do genoma completo é de 583; no entanto, a validação destas regiões previstas de deleções por métodos de reação em cadeia da polimerase produz 510 hCONDELs. Os restantes hCONDELs até 583 são falsos positivos ou genes inexistentes. Os hCONDELs foram confirmados por PCR e 88% deles foram perdidos no rascunho analisado do Neandertal humano genoma. Em média, os hCONDELs removem aproximadamente 95 pares de bases (pb) de sequências altamente conservadas no genoma humano. O tamanho médio destes 510 CONDELs validados é de cerca de 2.804 pb, e foi observada uma gama variada de comprimentos de deleção característicos. Outra característica notável dos hCONDELs (e de outros grupos identificados de CONDELs, como os ratos e os chimpanzés) é que tendem a ser especificamente enviesados para regiões pobres em GC. As simulações mostram que as hCONDELs são enriquecidas perto de genes envolvido na sinalização do recetor hormonal e na função neural, e perto de genes que codificam o domínios do complexo imunoglobulina C2 semelhante ao domínio da fibronectina tipo III ou o CD80.